# Línea 182 (Montevideo)
La línea 182 es una línea de ómnibus nocturna de Montevideo, que une el Parque Rodó con el Paso Molino únicamente en el horario de la noche. La ida es Paso Molino y la vuelta Parque Rodó. 

## Características
En sus inicios, se pensó nombrar esta línea como 181-183 ya que se creó mediante una fusión de ambas líneas, es decir, unidas por un ramal de una línea y un ramal de la otra conformando un circuito (el único ejemplo de este tipo de fusión es la línea 102-106). Pero en esos momentos había una gran demanda en las líneas que iban hacia el Parque Rodó, por lo cual su recorrido fue extendido y nombrado finalmente como 182.
Años atrás esta línea disponía de un recorrido especial desde Paso Molino hasta Estadio Centenario en los días de eventos multitudinarios en el mismo.

## Recorridos
Circula por los barrios Parque Rodó, Pocitos, Pocitos Nuevo, Parque Batlle, La Blanqueada, Larrañaga, Jacinto Vera, Brazo Oriental, Atahualpa, Prado y Paso Molino.
| Terminal Parque Rodó - Joaquín de Salterain - Av. Gonzalo Ramírez - Acevedo Díaz - San Salvador - Bvar. España - Juan Benito Blanco - Echevarriarza - Avda. Dr. Luis A. de Herrera - Avda. Millán - Cno. Castro - Avda. Carlos Brussa - Rbla. María Eugenia Vaz Ferreira - Tembetá, hasta Av. Agraciada Terminal Paso Molino (Viaducto) | Terminal Paso Molino (Viaducto) - Tembetá - Av. Agraciada - Cno. Castro - Avda. Millán - Avda. Dr. Luis A. de Herrera - Rbla. República del Perú - Bvar. España - Acevedo Díaz - San Salvador - Juan Paullier - Gonzalo Ramírez - Pablo De María, hasta Luis Piera - Terminal Parque Rodó. |

## Paradas
| 4076 | Av. Gonzalo Ramírez                         |
| 4085 | Dr Joaquín Requena                          |
| 4367 | San Salvador                                |
| 3964 | Bv. Artigas                                 |
| 4855 | Obligado / Libertad                         |
| 3966 | Enrique Muñóz                               |
| 3967 | Ellauri / Sarmiento                         |
| 4098 | Roque Graseras                              |
| 3949 | José Martí                                  |
| 3950 | Guayaquí                                    |
| 3951 | Manuel Pagola                               |
| 3952 | Echevarriarza                               |
| 3956 | Julio César                                 |
| 3957 | Av. Luis Alberto de Herrera                 |
| 3418 | José A. Iturriaga                           |
| 3419 | Montevideo Shopping                         |
| 3420 | Av. Gral. Rivera                            |
| 3438 | Demóstenes                                  |
| 4256 | F. Rodríguez / Fac. Veterinaria             |
| 3439 | Av. Ramón Anador                            |
| 3440 | Talcahuano                                  |
| 3441 | República de El Salvador                    |
| 3442 | Ábalos                                      |
| 3443 | Juan Ortiz                                  |
| 3444 | Cardal                                      |
| 3445 | Mateo Vidal                                 |
| 3446 | Asiló                                       |
| 3447 | Juan Ramón Gómez                            |
| 3448 | Emilio Raña                                 |
| 3449 | Cádiz                                       |
| 3450 | Canstatt                                    |
| 3451 | Altamirano                                  |
| 3452 | Valladolid                                  |
| 2781 | Marne                                       |
| 2782 | Gualeguay                                   |
| 2443 | Juana de Arco                               |
| 2444 | Margarita Uriarte de Herrera                |
| 2445 | Av Gral. San Martín                         |
| 2446 | Darwin                                      |
| 2447 | Av. Burgues                                 |
| 2448 | Dr. Carlos Vaz Ferreira                     |
| 2449 | Reyes                                       |
| 2450 | Av. Millán                                  |
| 1624 | Psje. Pnal. Caballeros                      |
| 1625 | Rbla. Costanera Francisco Antonio Lavalleja |
| 1626 | Dr. Alberto Zubiria                         |
| 1628 | María Orticochea                            |
| 1629 | Maua                                        |
| 1630 | Av. Islas Canarias                          |
| 1631 | Cno. Carlos María de Pena                   |
| 1632 | Gral. Hornos                                |
| 1633 | Molinos de Raffo                            |
| 1634 | Santa Lucía                                 |
| 1635 | Av. Agraciada                               |

| 1599 | Terminal Paso Molino          |
| 1600 | Santa Lucía                   |
| 1633 | Molinos de Raffo              |
| 1632 | Gral. Hornos                  |
| 1601 | Cno. Carlos María De Pena     |
| 4891 | Av. Islas Canarias            |
| 1602 | Maua                          |
| 1603 | María Orticochea              |
| 1604 | Av. Millán                    |
| 1472 | Museo Blanes                  |
| 1605 | Pantaleón Sotelo              |
| 4958 | Reyes                         |
| 2425 | Dr. Carlos Vaz Ferreira       |
| 2426 | Av. Burgues                   |
| 2438 | Darwin                        |
| 2439 | Av Gral. San Martín           |
| 2440 | Margarita Uriarte de Herrera  |
| 2441 | Dr. Francisco Labandera       |
| 2442 | Cnel Justo Arechaga           |
| 2779 | Gualeguay                     |
| 2780 | Marne                         |
| 3453 | Valladolid                    |
| 3454 | Dulcinea                      |
| 3455 | Canstatt                      |
| 3456 | Cádiz                         |
| 3457 | Emilio Raña                   |
| 3458 | Monte Caseros                 |
| 3459 | Joanico                       |
| 3461 | Impasa / SMI                  |
| 4517 | Av. Italia                    |
| 5643 | José Mazzini                  |
| 3463 | Talcahuano                    |
| 3464 | Av. Ramón Anador              |
| 3465 | Feliciano Rodríguez           |
| 3466 | Liber Arce / Fac. Veterinaria |
| 3467 | Av Gral Rivera                |
| 3435 | Montevideo Shopping           |
| 3436 | José A. Iturriaga             |
| 3437 | Echevarriarza                 |
| 3357 | Pereira de la Luz             |
| 3358 | Manuel Pagola                 |
| 3359 | Gabriel A. Pereira            |
| 3360 | José Martí                    |
| 3958 | Juan Benito Blanco            |
| 3959 | Ellauri / Sarmiento           |
| 3960 | Luis de la Torre              |
| 3961 | Libertad / Obligado           |
| 3962 | Bv. Gral. Artigas             |
| 4084 | Dr Joaquín Requena            |
| 4575 | Dr. Lauro Muller              |
| 4076 | Av. Gonzalo Ramírez           |

## Frecuencia
El 182 cuenta con una muy buena frecuencia en el horario nocturno, demorando entre 28 a 45 minutos cada coche. Tiene 8 salidas en la ida y 7 salidas en la vuelta. Funcionando desde las 00:20 hasta las 05:00.